# Jedlina-Zdrój
Jedlina-Zdrój (in tedesco Bad Charlottenbrunn) è una città polacca del distretto di Wałbrzych nel voivodato della Bassa Slesia.
Ricopre una superficie di 17,45 km² e nel 2007 contava 5 097 abitanti.